# Oddělek

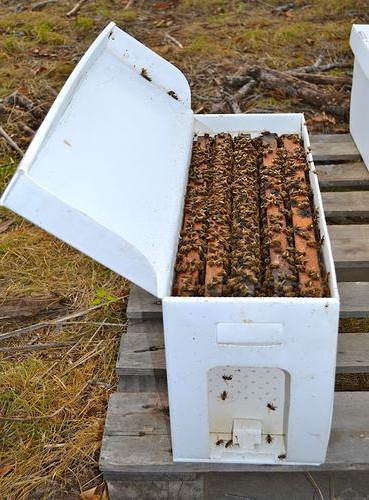
Včelí oddělek

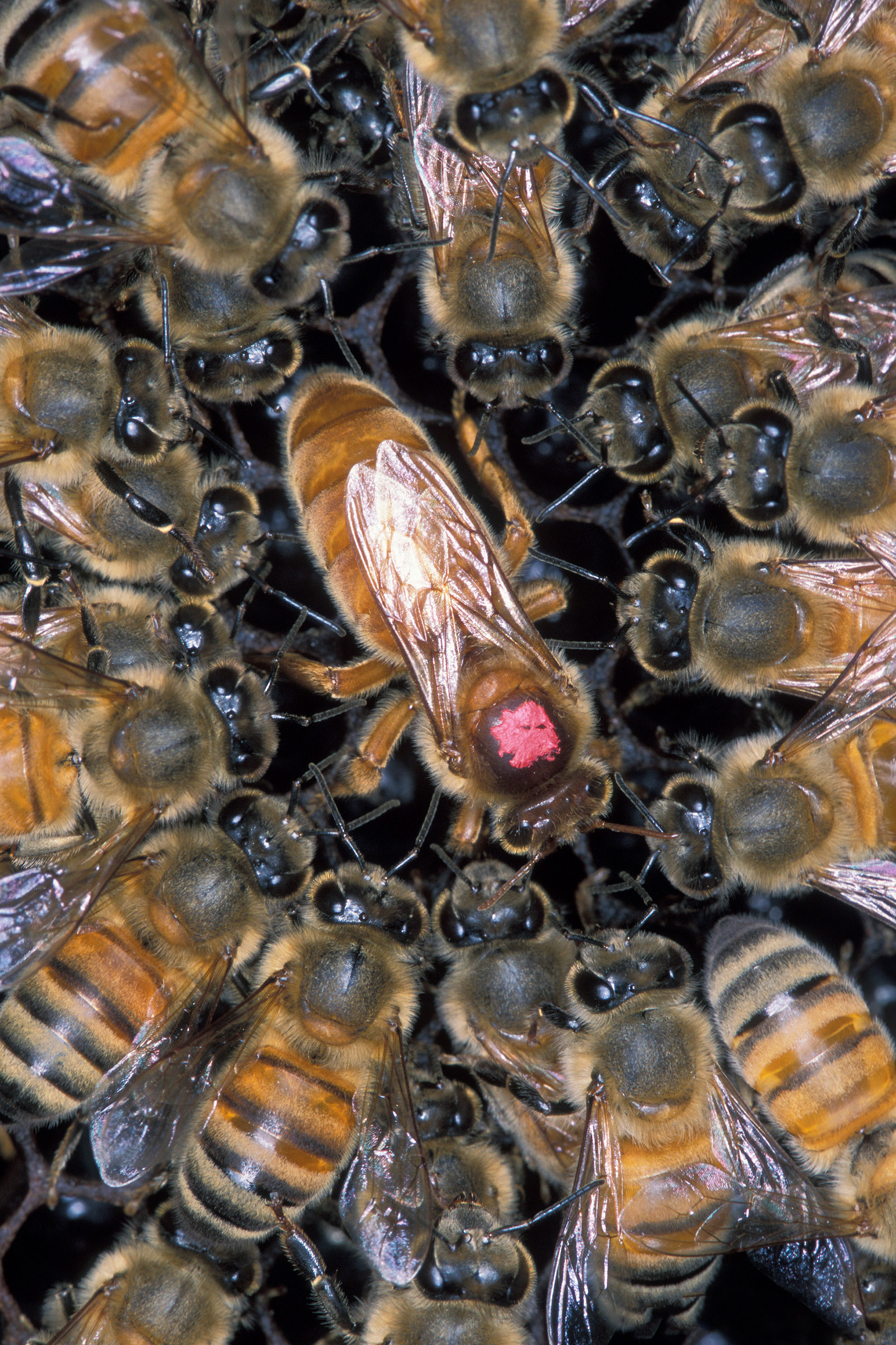
Včelí matka

Oddělek je malé včelstvo s mladou matkou, dělnicemi, včelím plodem a zásobami. Jedná se nejčastější o způsob, jak vytvořit nové včelstvo. Obvyklá velikost je pět včelích rámků a včelaři tvorbou oddělků rozšiřují svá  včelstva anebo slouží k prodeji.

## Vytvoření oddělku
Oddělky vznikají odebráním (oddělením) několika rámků se včelami z produkčního včelstva. Na rámkové míře 39x24 cm se dávají dva až tři rámky s plodem a jeden až dva rámky se zásobami. Aspoň na jednom rámku musí být dělničí plod, a to v co nejmladší fázi vývoje (pouze vajíčka nebo úplně nejmenší larvy). Zbytek nového úlu se pak doplní prázdnými rámky (s mezistěnami nebo soušemi).
Do oddělku se vloží, smete anebo sklepne včely z několika dalších rámků zdrojového úlu. Chybějící rámky ve zdrojovém včelstvu se nahradí prázdnými (s mezistěnami nebo soušemi). Včely se přizpůsobí novému místu a začnou pracovat. Pokusí se vychovat matku z existujícího plodu, který je v plástech anebo do oddělku lze vložit matečník, neoplozenou matku nebo oplozenou matku.

## Péče o oddělky
Jakmile se matka vylíhne, oddělek se promění v plnohodnotné včelstvo. Čerstvě utvořený oddělek je velmi slabý a potřebuje dostatek medu a pylu pro růst. Pokud přírodní zdroje nestačí, včelař musí dodat krmivo. Oddělky se krmí ideálně medovým roztokem anebo invertem.  Lze krmit také medotěstem (směs medu a cukru moučky) anebo klasickým cukerným roztokem. Na stanovišti oddělku je důležité zajistit dostatek zdrojů vody pro včely. Později je nutné včelstvo vhodně rozšiřovat přidáváním prázdných rámků s mezistěnami podle síly včelstva. 
Péče o oddělky je individuální a může se lišit podle konkrétních podmínek. Doporučuje se řídit také radami zkušených včelařů a podle místních podmínek.